# Collana editoriale
Una collana o collezione editoriale, in editoria, è una serie di testi pubblicati da una casa editrice con determinate caratteristiche comuni.
Ciascuna collana viene identificata dal nome, a volte esplicativo e programmatico, a volte di fantasia, e dalla veste grafica (normalmente un editore sceglie una veste diversa per ogni collana). In genere una collana raccoglie opere appartenenti tutte a una stessa disciplina, o a un medesimo ordine di idee, o a un medesimo argomento; ma esistono molte collane in cui non è il contenuto ad accomunare i singoli volumi, bensì, a posteriori, la veste editoriale. La serie è aperta, ovvero il numero di libri che la compongono è sempre incrementabile.

## Storia
La prima collana editoriale fu la «Collana historica», che comprendeva le opere volgarizzate di dodici storici greci, curata da Tommaso Porcacchi e stampata a Venezia da Gabriel Giolito de' Ferrari dal 1563 al 1585. Proprio a loro si deve tale uso metaforico del termine: ogni opera era un "anello" o una "gioia" della collana.
Nel Settecento e nell'Ottocento in Italia collane importanti furono:
- la «Raccolta di tutti gli antichi poeti latini colla loro versione nell'italiana favella», con il testo originale a fronte, pubblicata a Milano da Giuseppe Richino Malatesta dal 1731 al 1765 in 36 volumi (ma il volume 32º non vide mai la luce) e comprendente tra l'altro la prima traduzione in lingua italiana di Catullo, Tibullo, Properzio, Fedro, degli Astronomica di Manilio, delle Argonautiche di Valerio Flacco e delle Puniche di Silio Italico;
- la «Collana degli antichi storici greci volgarizzati», iniziata a pubblicare da Giovan Battista Sonzogno nel 1819 e poi continuata da Paolo Andrea Molina sempre a Milano fino al 1852, che giunse a contare quasi un centinaio di volumi;
- la «Biblioteca nazionale», pubblicata da Felice Le Monnier a partire dal 1843;
- due collane pubblicate da Gaspero Barbera: la «Collezione gialla», così chiamata dal colore della copertina, e la più famosa «Collezione diamante», di piccolo formato, uscite rispettivamente a partire dal 1855 e dal 1856.
- la «Biblioteca amena» di Treves, avviata nel 1868 e durata oltre sessant'anni, include accanto a importanti autori italiani con romanzi e novelle, anche carteggi, guide geografiche e altri testi divulgativi, in una veste brossurata economica dalla grafica sobria ed essenziale.[1]

Nel Novecento in Italia numerose collane - talvolta collegate a importanti riviste letterarie - ebbero un ruolo centrale nella proposta culturale di nuove tendenze letterarie italiane (es. le «Edizioni di Solaria») e straniere tramite la traduzione (es. «Scrittori di tutto il mondo» diretta da Gian Dàuli per Modernissima, poi acquisita da Corbaccio, la «Fenice» di Guanda), e nella codifica di generi e sottogeneri della narrativa (es. i «Gialli» e «I Romanzi di Urania» di Mondadori rispettivamente per giallo e fantascienza).

## Descrizione
Normalmente una casa editrice designa un direttore per ciascuna delle proprie collane; egli si occupa della scelta delle opere più adatte ad essere pubblicate nella propria serie.
A volte l'uscita dei suoi volumi segue una logica di scadenze periodiche, specialmente in diverse collane tascabili, dove possono assumere lo statuto di periodici, e in questo sensio avvalersi eventualmente di distribuzione nelle edicole ed avere un ISSN.
Certe collane sono divenute talmente note da essere percepite quasi come case editrici indipendenti, come per esempio la "Bibliothèque de la Pléiade" di Gallimard o in Italia "I Meridiani" e gli "Oscar" di Mondadori, o la "BUR" della Rizzoli (specialmente la prima serie nata nel 1949 e diretta da Paolo Lecaldano).
Alcune collane hanno un numero fisso di pagine a volume (come la francese « Que sais-je ? »), spesso hanno una numerazione e a volte sono collegate a un'università (note le University Press anglofone, il cui nome, a volte abbreviato in "U.P." si ritrova anche in altre lingue).
Alcune collane mirano a fissare un canone, legato a una concezione di classico. Tra queste, per esempio, quella di autori greci e latini come "Loeb Classical Library", quella di classici di filosofia come "Il pensiero occidentale", o quelle legate a un genere, come "Il Giallo Mondadori" o "Urania". L'entrata di un autore in collane prestigiose può essere vissuta in ambito sociale come un evento, specialmente se l'autore è ancora vivente e la collana ne adotta raramente (è il caso della citata "Pléiade", ma anche de "I Meridiani" o della statunitense "Library of America"). Tra le collane, alcune mirano a una sorta di edizione definitiva (per continuare con esempi, "I Libri della Spiga", "La Nave Argo", "I millenni" o "Classici", ripescando autori noti, ma fissandone il valore attraverso nuove curatele).
Nel caso delle collane di poesia, le particolari criticità insite nella traduzione poetica determinano spesso un ampliamento del ruolo e delle competenze del traduttore anche in relazione alla progettualità e al lavoro editoriali.
Tra le formule che hanno accompagnato le scelte editoriali, al di là della scelta dei titoli e della veste grafica (famose in questo senso la "Reclam", la "Folio" o la prima serie dei "BUR"), vi possono essere accorpamenti particolari di testi (come nella "Scrittori tradotti da scrittori" che unisce al testo originale traduzioni scelte, in edizioni anche trilingue) o di testi e commenti (come nella "Bi-Libro" della DB3 Italia che unisce al racconto una guida scientifica su temi sociali) o la raccolta completa delle opere in una edizione nazionale.

## Direttori
Importanti direttori di collane sono stati: Oreste Del Buono, Giulio Bollati, Umberto Eco, Antonio Banfi, Enzo Paci, Roberto Calasso, Mario Spagnol, Mario Andreose, Cesare De Michelis, Remo Cantoni, Ranuccio Bianchi Bandinelli, Giacomo Debenedetti, Giorgio Bassani, Franco Antonicelli, Ernesto Ferrero, Attilio Bertolucci, Federico Enriques, Ferruccio Parazzoli, Alessandro Barbero, Carlo Sini, Giovanni Spadolini, Ernst Bernhard, Giuseppe Petronio, Elio Vittorini (con i suoi "I gettoni"), Giovanni Reale, Grazia Cherchi, Italo Calvino (con i suoi "Centopagine") ecc.

## Collane di allegati non librari
Possono essere raccolti in collana anche prodotti diversi dai libri; il principio editoriale è stato applicato - nel corso degli anni - anche a spartiti musicali, dischi, giochi, CD, CD-ROM, VHS o DVD, ecc, venduti in abbinamento ad un periodico. Nel tempo, sono state create collane nelle quali, seppure formalmente il componente di riferimento era un fascicolo, l'oggetto di riferimento era il supporto abbinato allo stesso (ad esempio, le collezioni di DVD con la filmografia di un determinato attore). 

Per quanto concerne i supporti multimediali, oggi sono spesso prodotti e stampati dalle stesse aziende, con medesimi materiali e con qualità identica a quelli distribuiti in negozio, per questioni di economia di scala. Solamente la custodia o la confezione, a volte, è diversa. Questi prodotti, risultando allegati ad un fascicolo, riportano, per fini fiscali, la dicitura "editoriale", oppure "abbinamento editoriale", inquadramento che ne permette un regime di tassazione diverso.